# Kozovský rajón
Kozovský rajón (ukrajinsky Козівський район) byl rajón v Ternopilské oblasti na Ukrajině. Hlavním městem byla Kozova a rajón měl přibližně 38 tisíc obyvatel. 

## Sídla v rajónu
- Kozliv
- Kozova